# Digeanne
La Digeanne, rivière française, est un des premiers sous-affluents de la rive droite de la Seine dans son cours supérieur. Elle traverse le nord du département de la Côte-d'Or en région Bourgogne-Franche-Comté.

## Géographie
La Digeanne point près de Minot de la source de la Chaudière-d'Enfer dans le coteau Champ-Lurette à 420 mètres d'altitude et se jette dans l'Ource à Voulaines-les-Templiers à 257 mètres d'altitude après 28,3 km de parcours et donc avec un dénivelé moyen d'environ 0,6 %.

### Communes traversées
Dans le seul département de la Côte-d'Or, La Digeanne traverse les dix communes suivantes de Bure-les-Templiers, Essarois, Leuglay, Minot, Moitron, Montmoyen, Saint-Broing-les-Moines, Salives, Terrefondrée, Villiers-le-Duc, Voulaines-les-Templiers.

### Bassin versant
La Digeanne traverse une seule zone hydrographique 'La Digeanne de sa source au confluent de l'Ourse (exclu)' (F041) pour une superficie de 111 km2. Ce bassin versant est constitué à 50,08 % de « forêts et milieux semi-naturels », à 48,29 % de « territoires agricoles », à 1,20 % de « territoires artificialisés ».

## Affluents
Elle reçoit entretemps les trois ruisseaux :
- de Villarnon ;
- de la Cave ;
- et du Baudot.

À Saint-Broing-les-Moines un petit étang qui en régularise le débit a longtemps fait tourner un moulin.

## Hydrologie
Depuis 2011 des relevés hydrographiques sont assurés par la station de Minot

### La Digeanne à Montmoyen
La Banque hydro relève depuis 2006 les hauteurs et débits à la station H0313090 La Digeanne à Montmoyen, pour un bassin versant de 89,7 km2 et à 300 m d'altitude. Malheureusement, la période d'observation est pour l'instant trop courte pour avoir des moyennes significatives.

### Étiage ou basses eaux
En juin 2014 on a relevé l'assèchement total de la rivière.

## Faune
Le peuplement, conforme à la typologie du cours d'eau, abrite 16 espèces de poissons dominées par la truite, le vairon, le blageon confondu localement avec la vandoise et l'épinoche suivis par le chabot  et la loche .

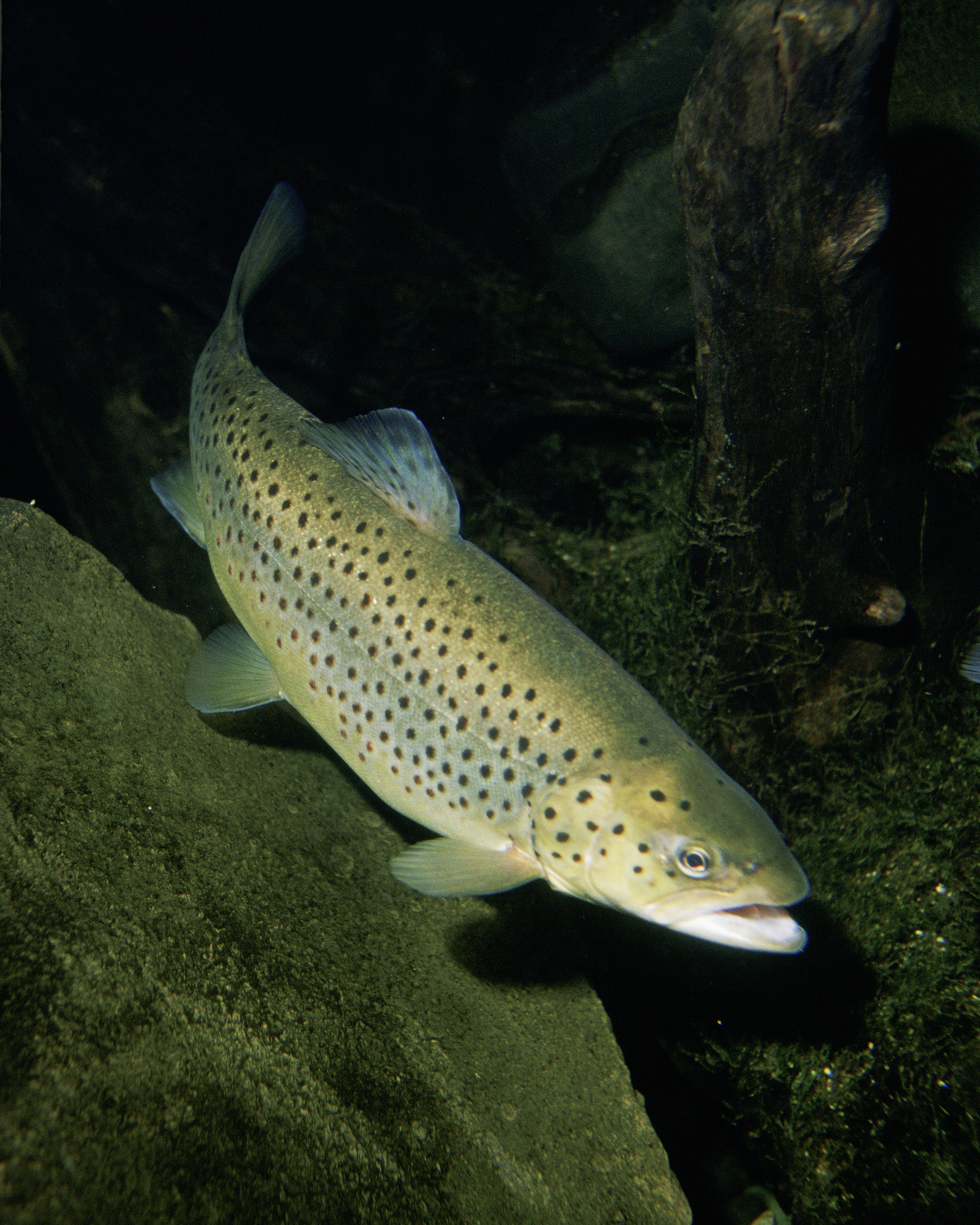
Truite fario
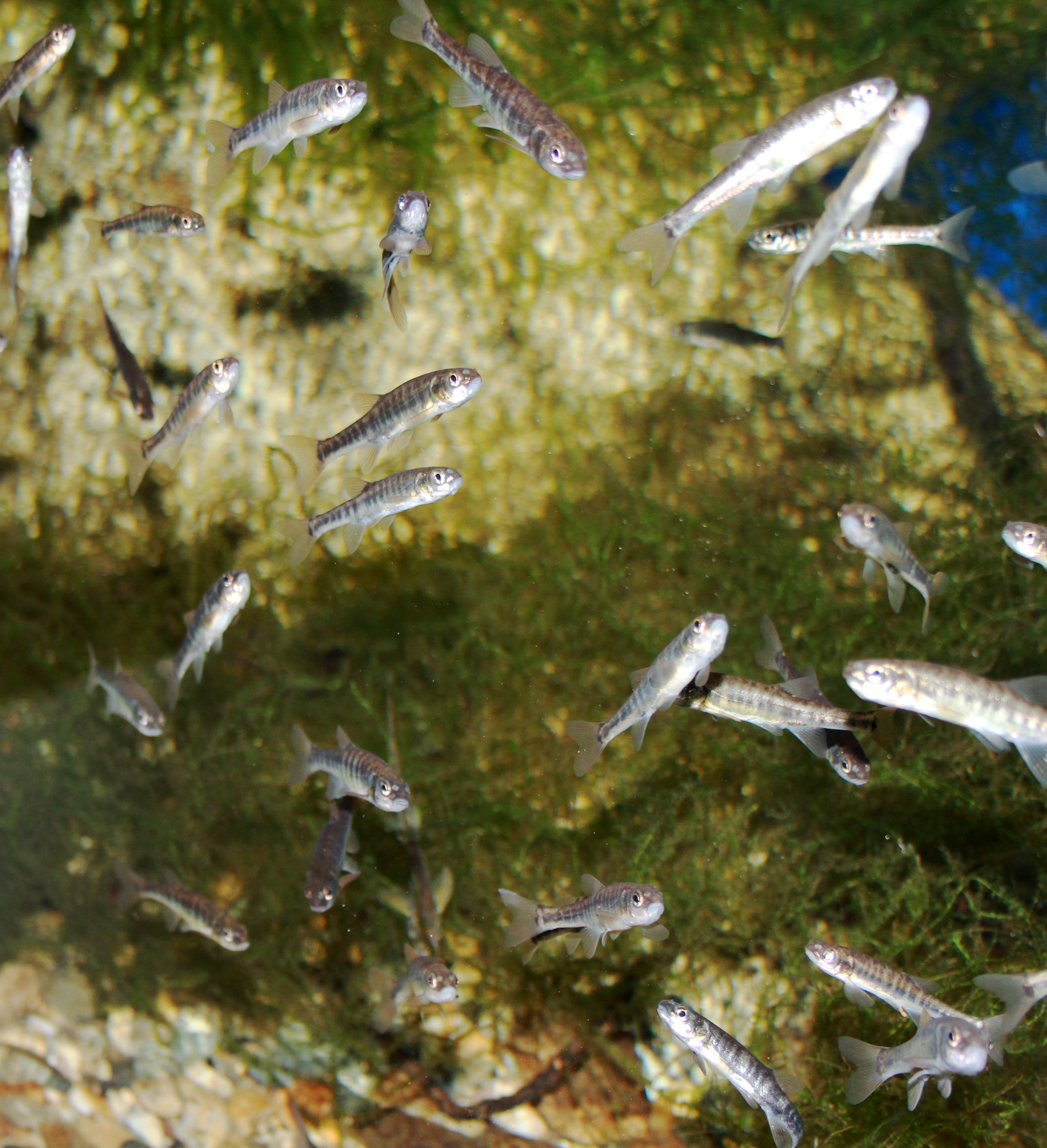
banc de vairons
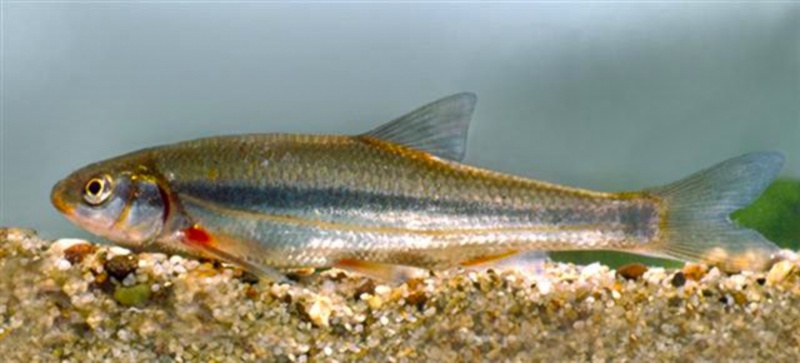
Blageon
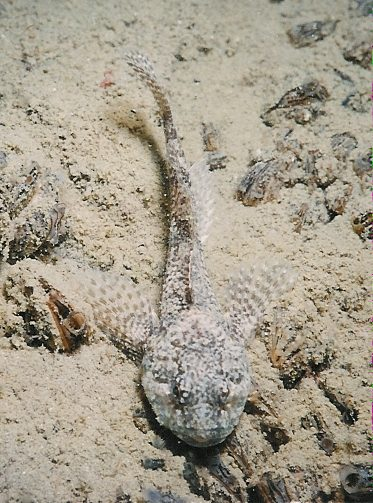
Chabot
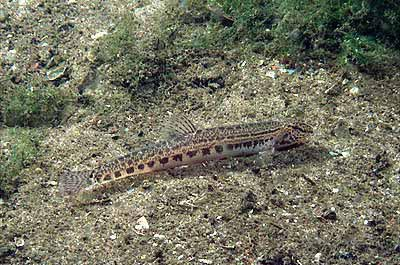
Loche de rivière

## Aménagements

### Le lit de la rivière
Jusqu’en 2012, un ouvrage hydraulique des anciennes forges d'Essarois effecte le bon fonctionnement du cours d’eau. Des travaux sont alors entrepris pour le supprimer et remettre le lit dans son talweg d’origine. En 2014 un premier suivi des populations de poissons est effectué par la délégation interrégionale Bourgogne/Franche-Comté et le service départemental de Côte-d’Or de l’Onema, en collaboration avec le Syndicat intercommunal des cours d’eau du Châtillonnais. Ces résultats sont controversés : le gain reste faible au regard du coût des travaux qui ont entraîné par ailleurs la disparition des témoins hydrauliques de la plus ancienne forge à retour d'air chaud de Bourgogne.

### Le circuit des roches de la Digeanne
Un sentier combinant forêts de feuillus, plaines et ruisseaux traverse ce patrimoine historique et naturel à partir de Saint-Broing-les-Moines. Le territoire accidenté formé de petits plateaux séparés par des combes profondes permet l'observation de plantes rares.